# Kaieteur nationalpark
Kaieteur nationalpark är en nationalpark i Guyana.   Den ligger i regionen Potaro-Siparuni, i den centrala delen av landet, 220 km sydväst om huvudstaden Georgetown. Kaieteur National Park ligger 439 meter över havet.